# Темп (Вінниця)
Футбольний клуб «Темп» або просто «Темп»  — радянський футбольний клуб з міста Вінниця.

## Історія
Футбольний клуб «Темп» засновано у Вінниці. У 1938 році дебютував у кубку СРСР. В 1/4 фіналу 2-ї зони УРСР вінницький колектив з рахунком 3:5 поступився київському «Машинобудівнику». Того ж року «Темп» виступав у другій групі чемпіонату УРСР, де 4-е місце з 6-и команд-учасниць. Після цього команда виступала в регіональних змаганнях.
У 1984 році «Темп» виступав у 2-й групі чемпіонаті УРСР серед аматорів, де посів 4-е місце з 8-и команд-учасниць. Надалі знову виступав у регіональних футбольних змаганнях. У 1986 році виграв обласний чемпіонат. У чемпіонаті Вінницької області виступав щонайменше до 1991 року. Згодом команду розформували.

## Досягнення
- Чемпіонат Вінницької області
  -  Чемпіон (1): 1986

## Відомі гравці
- Андрій Медведєв — у 1980, 1987 та 1988 роках виступав за вінницьку «Ниву» у Другій лізі СРСР[5]
- Дмитро Лелюк